# Verapaz (El Salvador)
Verapaz es un distrito del municipio de San Vicente Sur en el departamento de San Vicente, El Salvador. De acuerdo al censo oficial de 2024, tiene una población de 6.223 habitantes. su ruta de Buses interdepartamentales las cuales  son ruta 501 de San Salvador a Verapaz, Ruta 500 de Cojutepeque a Verapaz. Y la Rutas Urbanas que son la  Ruta 178 que recorre vía Kilómetro 51 de carretera Panamericana a San Vicente ruta 160 que recorre el valle del Jiboa a San Vicente.

## Historia
Verapaz fue un asentamiento indígena que se ubicó en el río Verapaz, estuvo ahí la denominada fase guazapa en la que se asentó a las orillas del río Verapaz y fue fundada en las postrimerías de la República Federal de Centro América, siendo erigido como pueblo del distrito y departamento de San Vicente en el año 1838. Obtuvo el título de villa en 1872, por Decreto Legislativo con fecha del 20 de enero de 1872. Hacia 1890 tenía una población de 3.500 habitantes. 
En el 20 de abril de 1893, durante la administración del Presidente Carlos Ezeta, la Secretaría de Instrucción Pública y Beneficencia, a propuesta del director general de Educación Pública, acordó el establecimiento de escuelas mixtas en los valles de Agua Caliente y Molino, cuyas dotaciones eran 15 pesos mensuales cada una.
El título de Ciudad fue conseguido hasta el 20 de noviembre de 1999, mientras estaban bajo la administración de Froilán Orlando Paredes.
La localidad ha sufrido los embates de inundaciones en los años 1930 y 2009; esta última con una correntada proveniente del volcán de San Vicente que destruyó la mayor parte del casco urbano. El siniestro ocasionó un mínimo de cuarenta fallecidos.

## Información general
El distrito cubre un área de 24,31 km² y su cabecera tiene una altitud de 610 m s. n. m. El nombre primitivo de este lugar era Akiski que significa El Carrete. Las fiestas patronales se celebran en el mes de marzo en honor a José de Nazaret.

### Significado de Verapaz
El origen de la palabra “Verapaz” viene por la unión de las palabras “Vera”, que significa “Camino” y “Paz”, de “tranquilo y sosiego”. La palabra fue creada por el sacerdote español Fray Bartolomé de las Casas, quien colocó este nombre a su empresa de colonización. Según la monografía del distrito, se concluyó que la ciudad obtuvo el nombre por los sacerdotes de esta empresa que vinieron al país.

## División administrativa
Para su administración Verapaz se encuentra dividido en 8 cantones y también 11 caseríos. Sus cantones son:
- El Carmen.
- Molineros.
- San Antonio Jiboa.
- San Isidro.
- San Jerónimo el limón.
- San José Borjas.
- San Juan Buenavista.
- San Pedro Agua Caliente.